# Opština Ada
Die Opština Ada (serbisch-kyrillisch Општина Ада; ungar. Ada Község) ist eine Opština (Großgemeinde) im Okrug Severni Banat der Vojvodina, Serbien. Die Großgemeinde hat eine Fläche von 227,06 km2 und 16.991 Einwohner. Die Opština besteht aus den Städten Ada und Mol, sowie den Dörfern Obornjača, Sterijino und Utrine. Die Hauptstadt ist Ada.

## Ortsteile
Die Opština Ada liegt entlang der Theiß in der Batschka.
Neben der Stadt (ungarische Namen sind kursiv geschrieben)
- Ada (Ada), 33,13 km2

gehören zur Gemeinde auch die Stadt
- Mol (Mohol), 71,46 km2

und die drei nachfolgenden Dörfer
- Utrine (Törökfalu) 40,33 km2
- Obornjača (Völgypart) 25,59 km2
- Sterijino (Valkai sor) 56,55 km2

## Bevölkerung
Die Gemeinde Ada hatte im Jahre 2011 16.991 Einwohner. Laut Volkszählung 2011 waren davon:
- 12.750 Ungarn
- 2.956 Serben
- 323 Roma
- 74 Jugoslawen
- 11 Deutsche
- 877 Sonstige (Albaner, Bunjewatzen, Rumänen u. a.)